# Tornado Intercept Vehicle
Tornado Intercept Vehicle 1 (TIV 1) a Tornado Intercept Vehicle 2 (TIV 2) jsou vozidla, která navrhl filmový režisér Sean Casey k natáčení tornád IMAX kamerou z velmi blízké vzdálenosti nebo uvnitř nich.
Obě TIV zachytila řadu tornád, včetně tornáda Jayton z 12. června 2005, tornáda La Grange WY z 5. června 2009 a nejsilnějšího zachycení, které provedlo TIV 2 v Libanonu v Kansasu 27. května 2013.